# Список астрономічних об'єктів
Список списків астрономічних об'єктів, згруповані за категоріями. По мірі появи нових переліків астрономічних об'єктів вони будуть додаватися в цей список.

## Сонячна система
- Список об'єктів Сонячної системи[en]
- Список планетоподібних об'єктів Сонячної системи
- Список найбільш віддалених об'єктів Сонячної системи[en]
- Список об'єктів Сонячної системи за розміром
- Список геологічних особливостей планет Сонячної системи[en]
- Список супутників
- Список малих тіл Сонячної системи
- Список метеорних потоків
- Список астероїдів

## Екзопланети та коричневі карлики
- Списки екзопланет
- Список потенційно життєпридатних екзопланет
- Перелік коричневих карликів
- Список багатопланетних систем[en]
- Список найбільших екзопланет
- Список найменших екзопланет
- Список наймасивніших екзопланет
- Список можливих екзопланет
- Список екзопланетних систем

## Зорі та зоряні залишки
- Найближчі зорі
- Список найяскравіших зір
- Список зір з найвищою ефективною температурою[en]
- Список найближчих яскравих зір[en]
- Список зір з найвищою світністю[en]
- Список наймасивніших зір
- Список найбільших зір
- Список найменших зір

- Список найстаріших зір[en]
- Список зір з іонізованим протопланетним диском[en]
- Перелік залишків наднових
- Список гамма-спалахів[en]
- Список білих карликів[en]
- Список нейтронних зір
- Список чорних дір[en]
- Список наймасивніших нейтронних зір
- Список наймасивніших чорних дір
- Список найближчих відомих чорних дір[en]

## Змінні зорі
- Список зір, які дивно тьмянішають
- Перелік історично значимих наднових
- Список затемнюваних змінних зір
- Список пульсуючих змінних зір
- Список еруптивних змінних зір
- Список катаклізмічних змінних зір

## Сузір'я
- Список сузір'їв
- Сузір'я за площею
- Список зір за сузір'ям

## Зоряні скупчення
- Перелік зоряних потоків
- Список розсіяних зоряних скупчень
- Список кулястих зоряних скупчень[en]
- Список найближчих зоряних асоціацій та рухомих зоряних груп[en]

## Туманності
- Список найбільних туманностей[en]
- Список планетарних туманностей[en]
- Список дифузних туманностей[en]
- Список темних туманностей[en]
- Список протопланетарних туманностей

## Галактики
- Перелік галактик
- Список найближчих галактик

- Список найбільших галактик[en]
- Список спіральних галактик[en]
- Список галактик з полярним кільцем[en]
- Список квазарів[en]
- Галактики-супутники Чумацького Шляху[en]
- Список галактик-супутників Галактики Андромеди
- Список потенційних галактик-супутників Галактики Трикутника[en]

## Галактичні групи, скупчення та крупномасштабна структура Всесвіту
- Список груп та скупчень галактик
- Об'єкти з каталогу Ейбелла
- Список надскупчень галактик
- Список галактичних ниток
- Велика група квазарів
- Список войдів[en]
- Список найбільших космічних структур[en]
- Список найвіддаленіших космічних об'єктів[en]

## Астрономічні каталоги
- Список астрономічних каталогів[en]
- Список об'єктів Мессьє
- Новий загальний каталог